# 眾康可維2019冠狀病毒病疫苗
眾康可維2019冠狀病毒病疫苗（研製代號：WIBP-CorV），為一款已進入緊急應用的2019冠狀病毒病疫苗，由中國醫藥集團轄下武漢生物製品研究所研製，為同系公司中第一種研發的同類疫苗，屬於。

## 研發歷史
為遏止2019冠狀病毒病疫情，國藥集團中国生物旗下的北京生物製品研究所與武漢生物製品研究所，自2020年初已經開始各自研製相應的疫苗，研发工作由中国生物董事长、首席科学家杨晓明主持。至同年4月13日，此疫苗獲准進行第一期臨床測試，是繼康希諾生物研製的「克威莎」後，第二種獲准在中国大陸開展臨床測試的2019冠狀病毒病疫苗，以及國內第一種採用滅活技術的同類型疫苗，並獲編配代號為「WIBP-CorV」。及後，首兩期研究分別招募了96名及224名志願者參與。
同年7月，當時尚未冠名的「眾康可維」疫苗，開始在阿聯酋、巴林等地進行第三期臨床測試，共有25,480名志願者參與。
同年8月13日，此疫苗第一、二期臨床研究結果正式刊登《美国医学会杂志》，指出此疫苗有效預防2019冠狀病毒病，並可降低患者出現重症比率。
2021年3月，秘魯卡耶塔諾埃雷迪亞大學就此疫苗，與同系北京生物製品研究所「眾愛可維」疫苗進行的比較研究結果曝光，指出「眾康可維」的效用遜於「眾愛可維」。
2021年5月，此疫苗的第三期臨床研究結果，亦正式刊登至《美国医学会杂志》，指出其有效率為72.8%，並可百分百預防重症。

## 生產及應用

### 生產線
所有「眾康可維」疫苗，均於武漢生物製品研究所轄下的新建廠房製造，於2021年6月全面投產，年產量可達10億劑。

### 使用情況
2021年2月25日，国家药品监督管理局有條件批准此疫苗的全面應用，隨後交付首批疫苗，比同一公司較遲開發的「眾愛可維」疫苗遲兩個月上市。
及後，阿聯酋、北馬其頓、秘魯及委內瑞拉監管當局，亦陸續向「眾康可維」疫苗批出緊急使用許可。
2021年8月19日，菲律賓藥監部門亦批准「眾愛可維」疫苗在該國緊急應用。

## 儲存及接種方式
此疫苗與絕大多數同類型滅活疫苗，均可於2℃至8℃的環境下（即一般雪櫃溫度）保存。而在接種方面，此疫苗採用肌肉注射方式，於上臂肌肉注射每劑0.5 ml的疫苗，並需於首劑接種後21日起（約3-8星期），再接種第二劑。

## 相關事件
- 2021年3月5日，在秘魯卡耶塔諾埃雷迪亞大學公佈此疫苗的臨床研究結果前夕，當地WillaxTV電視台率先公開有關數據，指出此疫苗有效率僅有11.5%，而同系「眾愛可維」亦只有30%。及後，國藥集團發出聲明，指責該電視台報導內容不實，而報導中提及的數據亦未經彙整[17]。